# 徐寶山
徐寶山（1866年—1913年5月24日），字懷禮，江蘇丹徒南門人，清末民初著名鹽梟。

## 生平
他家境貧寒，十五歲便被迫遠離家鄉，以乞討為生，為了在社會上自保，時間久了就練就一身的好功夫，刀槍棍棒樣樣精通，而他尤為喜愛耍槍，由於他爐火純青的槍法，並練就一手的好功夫，別人聽後聞風喪膽，人稱「徐老虎」。
徐寶山是青幫興武泗「大」字輩（一說「禮」字輩）弟子，後與紅幫任春山（一說盛春山）聯拜，建立青洪合流的春寶山正義堂，兩人同為山主。1899年後，徐寶山的勢力已遍及運河南北，長江中下游。其時無一口岸沒有徐寶山運銷的私鹽，無一口岸沒有徐寶山的青、紅幫勢力，春寶堂旗下的私鹽船多達700餘號。
徐寶山勢力龐大，且一度同情戊戌變法，清廷頗為忌憚，於是兩江總督劉坤一將其招安。徐寶山歸順清廷後不斷征勦清洪同道，擴充自己實力，官位也越做越大。武昌起義後，徐寶山見清廷大勢已去，在革命黨的遊說下轉而反清，擔任揚州軍政分府都督，並接受黃興調遣，立有戰功。袁世凱上台後徐寶山則又投靠北洋政府，積極反對革命黨。由於徐寶山一貫見風使舵，時任滬軍都督的陳其美決定將其除掉。张静江得知徐宝山愛好古董，讓人将炸弹放入预制的古董箱内，5月23日，有人僞充古董商持一小盒到徐寶山家求售，24日早上徐寶山打開盒子，炸彈爆炸，徐寶山和一僕人被炸死，26日，袁世凱命令以上將陣亡例治喪。徐寶山死後春寶山即迅速衰敗，部下由張仁奎接管，大部轉入青幫。
江蘇揚州的瘦西湖裡的徐園乃是徐寶山的祠堂。
徐寶山的事蹟被高陽改編為小說「徐老虎與白寡婦」，再由李翰祥改編為同名電影。晚清民國戲曲家吳承烜(號東園，1855-1940）受徐寳山夫人孫閬仙之托作《慧鏡智珠錄傳奇》一部（1923）。